# Don Bluth Entertainment
Don Bluth Entertainment (ранее Sullivan Bluth Studios) — ирландско-американская анимационная студия, основанная в 1979 году аниматором Доном Блутом.
Блут и несколько его коллег, все из которых были бывшими аниматорами в Walt Disney Animation Studios, покинули Disney, и 13 сентября 1979 года сформировали компанию Don Bluth Productions, позже известную как Bluth Group.
Студия начала с короткометражного мультфильма «Приключения котёнка Банджо» (1979), и продолжила полнометражным мультфильмом «Секрет Н.И.М.Х.» (1982) и видеоиграми «Dragon’s Lair» (1983) и «Space Ace» (1984). Затем в 1985 году, Блут стал сооснователем Sullivan Bluth Studios, совместно с американскими бизнесменами Гари Голдманом, Джоном Помероем и Моррисом Салливаном.
Первоначально студия работала в Ван-Найсе, Калифорния, и вела переговоры со Стивеном Спилбергом и Amblin Entertainment о создании полнометражного мультфильма «Американский хвост» (1986). Во время съёмок, Салливан начал переносить студию в Дублин, Ирландию, чтобы воспользоваться государственными инвестициями и льготами, предлагаемыми агентством Industrial Development Authority (с англ. — «Управление промышленного развития»).
Большая часть сотрудников американской студии переехала в новое здание в Дублине во время съёмок второго полнометражного мультфильма студии «Земля до начала времён» (1988). Студия также активно набирала сотрудников из Ирландии и помогла организовать курс анимации в колледже Ballyfermot College of Further Education (с англ. — «Баллифермотский колледж дополнительного образования»), для обучения новых художников.
После выхода «Земли до начала времён», студия разорвала отношения с Amblin и начала переговоры с британской компанией Goldcrest Films, которая инвестировала в два дополнительных полнометражных мультфильма и занималась их дистрибуцией: «Все псы попадают в рай» (1989) и «Новые приключения Пса и его друзей» (1991). В 1989 году, во время съёмок «Все псы попадают в рай», один из основателей Джон Померой и многие из оставшихся американских сотрудников вернулись в Соединённые Штаты, чтобы создать студию в Бербанке, штат Калифорния, под названием West Olive.
Студия столкнулась с финансовыми трудностями в 1992 году, когда Goldcrest Films прекратила финансирование из-за опасений по поводу плохих кассовых сборов своих последних мультфильмов и превышения бюджета в мультфильмах, находящихся в производстве: «Дюймовочка», «Тролль в Центральном парке» (оба в 1994) и «Камешек и пингвин» (1995). Другая ирландская кинокомпания Merlin Films и гонконгская медиакомпания Media Assets, инвестировали в студию для финансирования завершения и выпуска трёх частично завершенных мультфильмов. Блут и Голдман покинули студию, когда в конце 1993 года, к ним обратились с предложением создать новую анимационную студию для 20th Century Fox.
Мультфильмы Don Bluth Entertainment продолжали терпеть убытки в прокате, и 31 октября 1995 года, спустя шесть с половиной месяцев после выхода её последнего полнометражного мультфильма «Камешек и пингвин», студия была закрыта. Дон Блут и Гари Голдман возглавили студию Fox Animation Studios в Финиксе, штат Аризона, где работали над мультфильмами «Анастасия» (1997), «Барток Великолепный» (1999) и «Титан: После гибели Земли» (2000). После «Титана», студия закрылась.